# Огустин, Брендан
Бре́ндан О́густин (англ. Brendan Augustine; 26 октября 1971, Ист-Лондон, ЮАР) — южноафриканский футболист, выступавший на позиции нападающего.

## Карьера
Участвовал в составе сборной ЮАР на чемпионате мира 1998. Однако он смог сыграть лишь две игры: с Францией (12 июня) и со сборной Дании (18 июня). В этом же чемпионате он и его напарник Уильям Мокоена не сыграли матч со сборной Саудовской Аравии из-за нарушения комендантского часа, установленного Филиппом Труссье.

### Голы Огустина в официальных матчах за сборную
| Матч         | Дата            | Турнир                                           | Гол          |
| ------------ | --------------- | ------------------------------------------------ | ------------ |
| Маврикий-ЮАР | 25 июля 1993    | Кубок африканских наций 1994 (отборочный турнир) | Augustin 33' |
| ЮАР-Чехия    | 13 декабря 1997 | Кубок конфедераций 1997                          | Augustin 39' |